# Liste der Baudenkmäler in Wiesenfelden

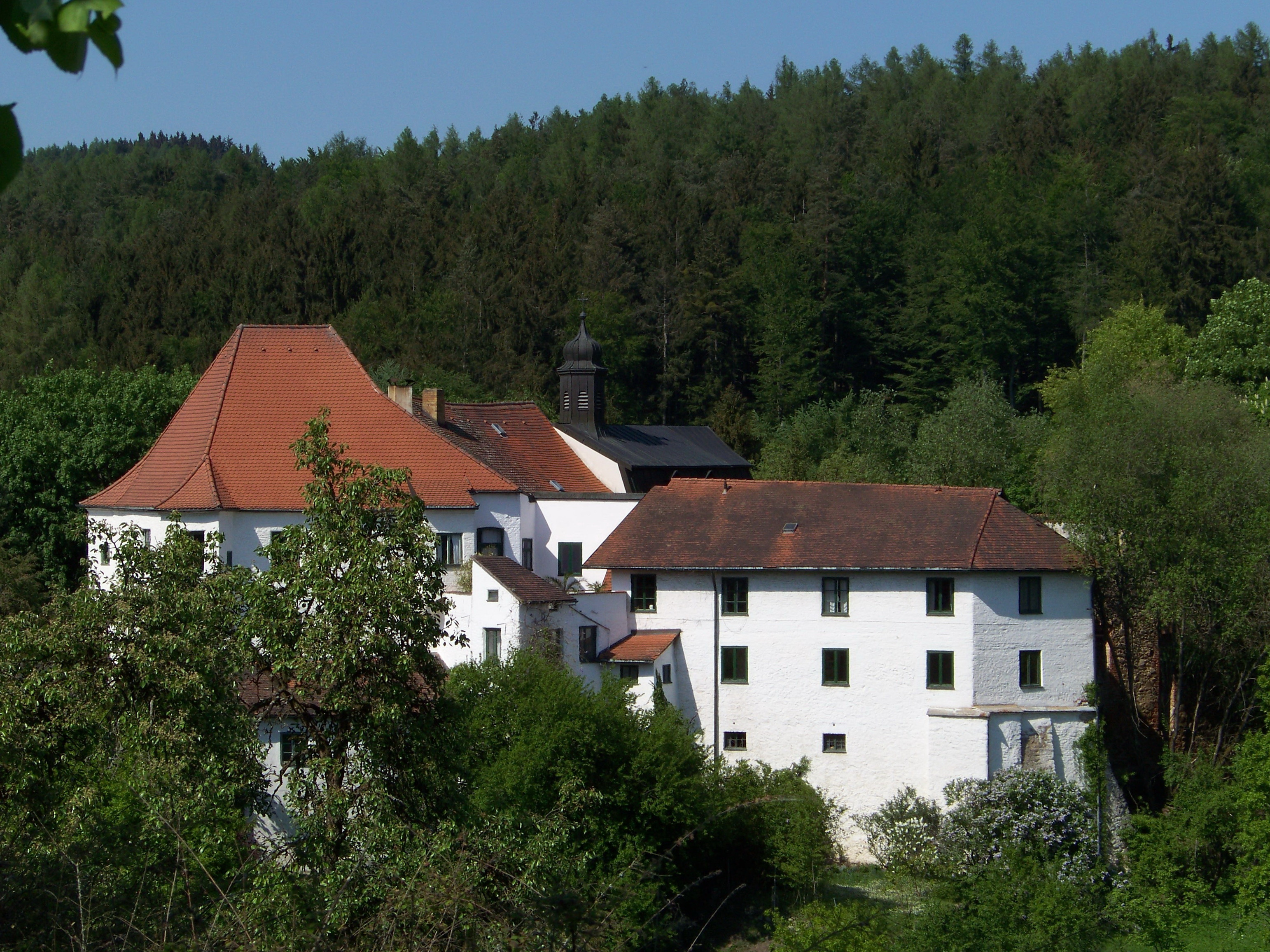
Wiesenfelden, Schloss Saulburg

Auf dieser Seite sind die Baudenkmäler in der niederbayerischen Gemeinde Wiesenfelden zusammengestellt. Diese Tabelle ist eine Teilliste der Liste der Baudenkmäler in Bayern. Grundlage ist die Bayerische Denkmalliste, die auf Basis des Bayerischen Denkmalschutzgesetzes vom 1. Oktober 1973 erstmals erstellt wurde und seither durch das Bayerische Landesamt für Denkmalpflege geführt wird. Die folgenden Angaben ersetzen nicht die rechtsverbindliche Auskunft der Denkmalschutzbehörde.

## Baudenkmäler nach Ortsteilen

### Wiesenfelden
| Lage                            | Objekt                                                                   | Beschreibung | Akten-Nr.     | Bild                          |
| ------------------------------- | ------------------------------------------------------------------------ | --- | ------------- | ----------------------------- |
| Kilgerstraße 8 (Standort)       | Kleinhaus                                                                | eineinhalbgeschossig, mit Blockbau-Giebel und Steildach, Anfang 19. Jahrhundert                                                                                                   | D-2-78-197-2  | Kleinhaus                     |
| Schulstraße 2 (Standort)        | Katholische Pfarrkirche Mariae Himmelfahrt                               | Chor im Kern spätgotisch, Turmunterbau älter, Langhausneubau nach 1760; Turm Ende 19. Jahrhundert verändert; mit Ausstattung                                                      | D-2-78-197-3  | weitere Bilder                |
| Straubinger Straße 5 (Standort) | Schloss                                                                  | über älterem Kern mit unregelmäßigem Grundriss nach 1648 erbaut; mit Ausstattung                                                                                                  | D-2-78-197-4  | weitere Bilder                |
| Utzenzeller Straße (Standort)   | Felsenkeller                                                             | ehemaliger Bierlagerkeller, in den Granit geschlagene Gewölbe, mit Lüftungsschächten und bruchsteingewölbtem Vorraum, um 1585 erstmals erwähnt, am Eingangsportal bezeichnet 1838 | D-2-78-197-50 | Felsenkeller                  |
| Utzenzeller Straße 2 (Standort) | Ehemaliges Gerichtshalterhaus                                            | im Kern 16. Jahrhundert | D-2-78-197-5  | Ehemaliges Gerichtshalterhaus |
| Utzenzeller Straße 3 ()         | Ehemaliges Gärtnerhaus zum Schloss Wiesenfelden, dann Fortsdienstgebäude | zweigeschossiger Massivbau mit Schopfwalmdach, 1909; Einfriedung der ehemaligen Schlossgärtnerei, verputzte Ziegelmauer, gleichzeitig                                             | D-2-78-197-51 |                               |

### Altenhof
| Lage                  | Objekt     | Beschreibung    | Akten-Nr.    | Bild       |
| --------------------- | ---------- | --------------- | ------------ | ---------- |
| Altenhof 1 (Standort) | Wegkapelle | 19. Jahrhundert | D-2-78-197-7 | Wegkapelle |

### Auenzell
| Lage                     | Objekt                             | Beschreibung                                                                       | Akten-Nr.    | Bild |
| ------------------------ | ---------------------------------- | ---------------------------------------------------------------------------------- | ------------ | ---- |
| Auenzell 2 (Standort)    | Kleinbauernhaus im Waldlertypus    | offener Blockbau, am Türsturz bezeichnet 1780                                      | D-2-78-197-8 | BW   |
| Auenzell 15 a (Standort) | Katholische Filialkirche St. Georg | Katholische Filialkirche St. Georg, erbaut um 1500, barockisiert; mit Ausstattung. | D-2-78-197-9 | BW   |

### Beinstreich
| Lage                          | Objekt        | Beschreibung | Akten-Nr.     | Bild |
| ----------------------------- | ------------- | --- | ------------- | ---- |
| Beinstreich 1, 1 a (Standort) | Wohnstallhaus | Wohnstallhaus Obergeschoss-Blockbau mit umlaufendem Schrot und bemalter Flugpfette, ausgesägte Brüstungsbretter, geschnitzte Schrotpfosten und verschaltes Vordach, bezeichnet 1856; Gredpflaster aus Bruchsteinen; Ausnahmehaus mit Giebelschrot, um 1840/60. | D-2-78-197-10 | BW   |

### Bogenroith
| Lage                                       | Objekt                           | Beschreibung                                                                                 | Akten-Nr.     | Bild           |
| ------------------------------------------ | -------------------------------- | -------------------------------------------------------------------------------------------- | ------------- | -------------- |
| Bogenroith 22 (Standort)                   | Bauernhaus mit Blockbau-Oberteil | Bauernhaus mit Blockbau-Oberteil, Giebelschrot und steilem Satteldach, bezeichnet 1868.      | D-2-78-197-11 | BW             |
| Bogenroith 24 (Standort)                   | Bauernhaus                       | Bauernhaus, eineinhalbgeschossig mit Steilsatteldach und Giebelschrot, Mitte 19. Jahrhundert | D-2-78-197-12 | BW             |
| an der Straße nach Wiesenfelden (Standort) | Gedächtniskapelle                | Gedächtniskapelle, Anfang 20. Jahrhundert                                                    | D-2-78-197-13 | weitere Bilder |

### Engelbarzell
| Lage                      | Objekt                                                   | Beschreibung                                                                                        | Akten-Nr.     | Bild                                                     |
| ------------------------- | -------------------------------------------------------- | --------------------------------------------------------------------------------------------------- | ------------- | -------------------------------------------------------- |
| Engelbarzell 5 (Standort) | Bauernhaus mit Blockbau-Obergeschoss und Steilsatteldach | Bauernhaus mit Blockbau-Obergeschoss und Steilsatteldach, Mitte 19. Jahrhundert, über älterem Kern. | D-2-78-197-15 | Bauernhaus mit Blockbau-Obergeschoss und Steilsatteldach |

### Geraszell
| Lage                    | Objekt     | Beschreibung                                                            | Akten-Nr.     | Bild |
| ----------------------- | ---------- | ----------------------------------------------------------------------- | ------------- | ---- |
| Geraszell 22 (Standort) | Wegkapelle | Wegkapelle, mit Dachreiter, 1. Hälfte 19. Jahrhundert; mit Ausstattung. | D-2-78-197-16 | BW   |

### Haslstein
| Lage                   | Objekt      | Beschreibung                                                                             | Akten-Nr.     | Bild |
| ---------------------- | ----------- | ---------------------------------------------------------------------------------------- | ------------- | ---- |
| Haslstein 1 (Standort) | Traidkasten | Hierzu Traidkasten mit Steilsatteldach, Blockbauobergeschoss, 2. Viertel 19. Jahrhundert | D-2-78-197-19 | BW   |

### Heilbrunn
| Lage                                                                                    | Objekt                                     | Beschreibung | Akten-Nr.     | Bild           |
| --------------------------------------------------------------------------------------- | ------------------------------------------ | --- | ------------- | -------------- |
| Magdalenenplatz 9 (Standort)                                                            | Katholische Wallfahrtskirche St. Magdalena | Katholische Wallfahrtskirche St. Magdalena, einheitlicher Bau von 1674; mit Ausstattung.                                 | D-2-78-197-21 | weitere Bilder |
| Magdalenenplatz 13 (Standort)                                                           | Katholische Gnadenkapelle U.L. Frau,       | "Frauenbrünnl", um 1665; mit Ausstattung; Quellhaus, steinerne Brunnenfassung mit hölzernem Überbau, 18./19. Jahrhundert | D-2-78-197-22 | weitere Bilder |
| Magdalenenplatz 15 (Standort)                                                           | Schulhaus                                  | Schulhaus mit Walmdach und z. T. verschindeltem Blockbau-Obergeschoss, Anfang 19. Jahrhundert                            | D-2-78-197-23 | BW             |
| Beginn an der Gnadenkapelle, dann Brünndler Weg, dann in den Wald Vogelherd. (Standort) | Kreuzweg "Sieben Schmerzen Mariens         | 18./19. Jahrhundert; | D-2-78-197-24 | BW             |

### Heißenzell
| Lage                    | Objekt                         | Beschreibung                                                                         | Akten-Nr.     | Bild |
| ----------------------- | ------------------------------ | ------------------------------------------------------------------------------------ | ------------- | ---- |
| Heißenzell 2 (Standort) | Bauernhaus eines Dreiseithofes | Bauernhaus eines Dreiseithofes, mit Blockbau-Obergeschoss, 1. Hälfte 19. Jahrhundert | D-2-78-197-25 | BW   |

### Höhenberg
| Lage                     | Objekt     | Beschreibung                                                                                        | Akten-Nr.     | Bild |
| ------------------------ | ---------- | --------------------------------------------------------------------------------------------------- | ------------- | ---- |
| Haus Nummer 6 (Standort) | Bauernhaus | Bauernhaus, eineinhalbgeschossig, mit Steilsatteldach und Blockbau-Oberteil, Anfang 19. Jahrhundert | D-2-78-197-26 | BW   |

### Hötzelsdorf
| Lage                     | Objekt      | Beschreibung                                                              | Akten-Nr.     | Bild |
| ------------------------ | ----------- | ------------------------------------------------------------------------- | ------------- | ---- |
| Hötzelsdorf 7 (Standort) | Waldlerhaus | Waldlerhaus mit Blockbau-Kniestock und -Giebel, 2. Hälfte 18. Jahrhundert | D-2-78-197-27 | BW   |

### Kesselboden
| Lage                     | Objekt     | Beschreibung                                               | Akten-Nr.     | Bild |
| ------------------------ | ---------- | ---------------------------------------------------------- | ------------- | ---- |
| Kesselboden 6 (Standort) | Waldlerhof | Waldlerhof, getünchter Blockbau, 2. Hälfte 18. Jahrhundert | D-2-78-197-28 | BW   |

### Lehenbach
| Lage           | Objekt               | Beschreibung | Akten-Nr.     | Bild |
| -------------- | -------------------- | --- | ------------- | ---- |
| Lehenbach 1 () | Ehemaliges Forsthaus | eingeschossiger und verputzter Ziegelbau mit hohem Halbwalmdach, Erkerfenster, Hirschgeweih und Relief an der Eingangsseite, für Friedrich Graf von Otting-Fünfstetten errichtet, von Wilhelm Spannagel, 1903 | D-2-78-197-52 |      |

### Neumühle
| Lage                  | Objekt      | Beschreibung                                                 | Akten-Nr.     | Bild |
| --------------------- | ----------- | ------------------------------------------------------------ | ------------- | ---- |
| Neumühle 1 (Standort) | Waldlerhaus | Waldlerhaus mit Blockbau-Obergeschoss, Mitte 19. Jahrhundert | D-2-78-197-30 | BW   |

### Öd
| Lage             | Objekt          | Beschreibung | Akten-Nr.     | Bild |
| ---------------- | --------------- | --- | ------------- | ---- |
| Öd 6 (Standort)  | Kleinbauernhaus | Kleinbauernhaus, teilweise verschindelter Blockbau mit mittelsteilem Dach und Giebelschrot, Mitte 19. Jahrhundert | D-2-78-197-31 | BW   |
| in Öd (Standort) | Wegkapelle      | Ende 19. Jahrhundert; mit Ausstattung.                                                                            | D-2-78-197-32 | BW   |

### Prommersberg
| Lage                      | Objekt      | Beschreibung                                                                               | Akten-Nr.     | Bild |
| ------------------------- | ----------- | ------------------------------------------------------------------------------------------ | ------------- | ---- |
| Prommersberg 1 (Standort) | Waldlerhaus | Waldlerhaus, Blockbau mit geschnitzter Mittelsäule und Bretterschrot, Ende 17. Jahrhundert | D-2-78-197-33 | BW   |

### Rupertshof
| Lage                    | Objekt        | Beschreibung                                                 | Akten-Nr.     | Bild |
| ----------------------- | ------------- | ------------------------------------------------------------ | ------------- | ---- |
| Rupertshof 1 (Standort) | Hierzu Stadel | Hierzu Stadel, teilweise in Blockbau, Anfang 19. Jahrhundert | D-2-78-197-34 | BW   |
| Klingerberg (Standort)  | Wegkapelle    | Wegkapelle, Mitte 19. Jahrhundert; mit Ausstattung.          | D-2-78-197-35 | BW   |

### Sankt Rupert
| Lage                      | Objekt                                | Beschreibung | Akten-Nr.     | Bild           |
| ------------------------- | ------------------------------------- | --- | ------------- | -------------- |
| Sankt Rupert 1 (Standort) | Katholische Filialkirche St. Rupertus | Katholische Filialkirche St. Rupertus, spätgotische Anlage, Ende 15. Jahrhundert; mit Ausstattung; Hl. Grab, kellerartig im Westhang des Kirchhügels, noch 18. Jahrhundert; Kreuzwegstationen, 1865, am Weg zur Kirche; Kreuzigungsgruppe, Gußfiguren, 1870/75; östlich der Kirche. | D-2-78-197-36 | weitere Bilder |
| Sankt Rupert 2 (Standort) | Ehemaliges Bauernhaus                 | Ehemaliges Bauernhaus, Waldlerhaustyp, zum Teil offener Blockbau, 18./19. Jahrhundert, erneuert. | D-2-78-197-37 | BW             |

### Saulburg
| Lage                               | Objekt                                         | Beschreibung | Akten-Nr.     | Bild           |
| ---------------------------------- | ---------------------------------------------- | --- | ------------- | -------------- |
| Bayerwaldstraße 18 (Standort)      | Schlossanlage                                  | Errichtet 1569, im Kern 12. Jahrhundert Unregelmäßige Vierflügel-Gruppierung Katholische Schlosskapelle St. Aegidius, Rokokobau von 1754; mit Ausstattung | D-2-78-197-39 | weitere Bilder |
| Wiesenfeldener Straße 1 (Standort) | Katholische Filialkirche Maria Schnee in Anger | Langhaus und Turm 1698, Erweiterung 1922; mit Ausstattung.                                                                                                | D-2-78-197-38 | weitere Bilder |

### Thurasdorf
| Lage                     | Objekt      | Beschreibung                                                                                    | Akten-Nr.     | Bild |
| ------------------------ | ----------- | ----------------------------------------------------------------------------------------------- | ------------- | ---- |
| Thurasdorf 16 (Standort) | Traidkasten | Hierzu Traidkasten, Obergeschoss-Blockbau, Mitte 19. Jahrhundert                                | D-2-78-197-41 | BW   |
| am östlichen Ortsrand () | Kapelle     | 2. Viertel 19. Jahrhundert; nicht nachqualifiziert, im Bayerischen Denkmal-Atlas nicht kartiert | D-2-78-197-42 |      |

### Vogelsang
| Lage                                                | Objekt                | Beschreibung                                                  | Akten-Nr.     | Bild |
| --------------------------------------------------- | --------------------- | ------------------------------------------------------------- | ------------- | --- |
| Nierenberg (nordöstlich des Einzelhofes) (Standort) | Kalvarienberg-Kapelle | Kalvarienberg-Kapelle, Mitte 19. Jahrhundert; mit Ausstattung | D-2-78-197-44 | [[Vorlage:Bilderwunsch/code!/C:48.99788,12.55126!/D:Nierenberg (nordöstlich des Einzelhofes), Kalvarienberg-Kapelle!/\|BW]] |

### Wullendorf
| Lage                    | Objekt                 | Beschreibung                                                                                        | Akten-Nr.     | Bild |
| ----------------------- | ---------------------- | --------------------------------------------------------------------------------------------------- | ------------- | ---- |
| Wullendorf 6 (Standort) | Ehemaliges Waldlerhaus | Ehemaliges Waldlerhaus, Kniestock und Giebel in Blockbau, im Kern Anfang 19. Jahrhundert, erneuert. | D-2-78-197-45 | BW   |

### Zinzenzell
| Lage                     | Objekt                               | Beschreibung                     | Akten-Nr.     | Bild           |
| ------------------------ | ------------------------------------ | -------------------------------- | ------------- | -------------- |
| Dorfstraße 22 (Standort) | Katholische Filialkirche St. Michael | Neubau von 1876; mit Ausstattung | D-2-78-197-46 | weitere Bilder |

## Ehemalige Baudenkmäler
In diesem Abschnitt sind Objekte aufgeführt, die früher einmal in der Denkmalliste eingetragen waren, jetzt aber nicht mehr. Objekte, die in anderem Zusammenhang also z. B. als Teil eines Baudenkmals weiter eingetragen sind, sollen hier nicht aufgeführt werden. Aktennummern in diesem Abschnitt sind ehemalige, jetzt nicht mehr gültige Aktennummern.

| Lage                                          | Objekt                   | Beschreibung                                                                        | Akten-Nr.     | Bild                     |
| --------------------------------------------- | ------------------------ | ----------------------------------------------------------------------------------- | ------------- | ------------------------ |
| Wiesenfelden Utzenzeller Straße 8 (Standort)  | Wohnhaus mit Mansarddach | erste Hälfte 19. Jahrhundert                                                        | D-2-78-197-6  | Wohnhaus mit Mansarddach |
| Wiesenfelden Utzenzeller Straße 14 (Standort) | Wohnhaus                 | Giebelseite mit Schrot unter Halbwalm, erstes Drittel 19. Jahrhundert, erneuert     | D-2-78-197-1  | BW                       |
| Emmerszell Emmerszell 8 (Standort)            | Bauernhaus               | Bauernhaus, offener Blockbau, z. T. verschindelt, 1. Hälfte 19. Jahrhundert         | D-2-78-197-14 | BW                       |
| Haunsbach Haunsbach 3 (Standort)              | Traidkasten              | Hierzu geständerter Traidkasten mit Flachdach, Ende 18. Jahrhundert                 | D-2-78-197-20 | BW                       |
| Zinzenzell Baumgärten 5 (Standort)            | Traidkasten              | Hierzu zweigeschossiger Traidkasten mit Steilsatteldach, 2. Viertel 19. Jahrhundert | D-2-78-197-48 | BW                       |
| Zinzenzell Dorfstraße 13 (Standort)           | Waldlerhaus              | mit Giebel und Kniestock in Blockbau, zweite Hälfte 18. Jahrhundert                 | D-2-78-197-47 | BW                       |